# Alta Motors
Alta Motors, précédemment connu sous le nom BRD Motorcycle, est une marque de motos électriques américaine qui voit le jour en octobre 2010 à la Silicon Valley, à Brisbane en Californie. Ses fondateurs sont David Drennan, Derek Dorresteyn, Marc Fenigstein et Jeff Sand,.
La première moto produite, la Redshift sortie en 2016, est un modèle de moto tout-terrain décliné en version XM (motocross) pour la compétition et en version SM (supermotard), ST (pour "Street Tracker" en anglais), au style de scrambler, et EX (enduro) pour un usage routier. Elle est présentée en alternative moderne et performante à ses homologues à essence de compétition de la catégorie 250 cm3.
À la suite de ventes relativement faibles (en dépit d'un ultime effort en 2018) et au mariage raté avec Harley Davidson en 2018, qui devait permettre à Alta Motors d'accroître son activité de production avec la fabrication de moteurs électriques du géant de Milwaukie, la société a suspendu toute activité depuis le 18 octobre 2018 après avoir remercié ses employés le jour précédent.
Début 2019, le groupe canadien Bombardier Produits Récréatifs (BRP) annonce une acquisition qui inclut certaines propriétés intellectuelles, des brevets et quelques biens d’équipements de l’ancienne entreprise manufacturière Alta Motors, via la société Faster Faster Inc. Les opérations entamées par Alta Motors ne sont toutefois pas poursuivies et BRP a annoncé s'être dégagé de toute responsabilité financière.